# الدوري الإنجليزي لكرة القدم 1967–68
الدوري الإنجليزي لكرة القدم 1967–68 (بالإنجليزية: 1967–68 Football League)‏ هو موسم من دوري كرة القدم الإنجليزي. فاز فيه مانشستر سيتي.
فاز الستي ب لقب الدوري الانجليزي بفارق نقطتين عن مانشستر يونايتد بعد أن حصد الأخير 56 نقطة و الستي 58 و نجح الستي في الفوز ب لقب الدوري بعد أن هزم نيوكاسل يونايتد 4/3 في اخر جوله 